# Steve Coppell
Stephen James Coppell, mais conhecido como Steve Coppell, (Liverpool, 9 de Julho de 1955) é um ex-futebolista nascido na Inglaterra e atualmente treinador. Foi eleito o melhor treinador da Premier League, dos meses de setembro e novembro de 2006.

## Carreira
Stephen James Coppell fez parte do elenco da Seleção Inglesa de Futebol, da Copa do Mundo de 1982 e 1986.

## Títulos

### Como Jogador
Manchester United
- Campeonato Inglês Segunda Divisão: 1975
- Copa da Inglaterra: 1977, 1979

### Como Treinador
Crystal Palace
- Full Members Cup: 1991

Reading
- Campeonato Inglês Segunda Divisão: 2006

### Individuais
- Seleção do Campeonato Inglês: 1977/78, 1982/83

## Estatísticas como treinador
| Clube                  | País       | Entrada                 | Saída                  | Estatísticas | Estatísticas | Estatísticas | Estatísticas | Estatísticas |
| Clube                  | País       | Entrada                 | Saída                  | J            | V            | E            | D            | % Vit.       |
| ---------------------- | ---------- | ----------------------- | ---------------------- | ------------ | ------------ | ------------ | ------------ | ------------ |
| Crystal Palace         | Inglaterra | 3 de Junho de 1984      | 17 de Maio de 1993     | 442          | 179          | 113          | 150          | 40.5         |
| Crystal Palace         | Inglaterra | 8 de Junho de 1995      | 8 de Fevereiro de 1996 | 32           | 9            | 14           | 9            | 28.13        |
| Manchester City        | Inglaterra | 6 de Outubro de 1996    | 8 de Novembro de 1996  | 6            | 2            | 1            | 3            | 33.33        |
| Crystal Palace         | Inglaterra | 28 de Fevereiro de 1997 | 13 de Março de 1998    | 51           | 16           | 13           | 22           | 31.37        |
| Crystal Palace         | Inglaterra | 15 de Janeiro de 1999   | 1 de Agosto de 2000    | 71           | 19           | 26           | 26           | 26.76        |
| Brentford              | Inglaterra | 8 de Maio de 2001       | 5 de Junho de 2002     | 54           | 27           | 12           | 15           | 50           |
| Brighton & Hove Albion | Inglaterra | 7 de Outubro de 2002    | 9 de Outubro de 2003   | 49           | 18           | 14           | 17           | 36.73        |
| Reading                | Inglaterra | 9 de Outubro de 2003    | 12 de maio de 2009     | 276          | 123          | 67           | 86           | 44.57        |
| Total                  | Total      | Total                   | Total                  | 971          | 391          | 256          | 324          | 40.27        |